# Dubai Millennium
Dubai Millennium, född 2 mars 1996 på Dalham Hall Stud, död 29 april 2001 på samma plats, var ett engelskt fullblod som tävlade mellan 1998 och 2000. Han tränades inledningsvis av David Loder och sedan Saeed bin Suroor och reds av Frankie Dettori.

## Karriär
Dubai Millennium föddes på Dalham Hall Stud och fick inledningsvis namnet Yaazer (som betyder "vit gasell"), men döptes sedan om av Mohammed bin Rashid Al Maktoum, efter att han varit en av de mest lovande tvååringarna.

### Tiden som unghäst
Dubai Millennium gjorde tävlingsdebut som tvååring i oktober 1998. I löpet var han spelfavorit och segrade med fem längder tillsammans med jockeyn Frankie Dettori I slutet av året flyttades Dubai Millennium till Saeed bin Suroors träning, och tillbringade vintern på Godolphins träningsanläggning i Dubai. Under vintern började han att dyka upp i oddslistorna för följande års Epsom Derby.
Dubai Millennium gjorde sin första start som treåring på Doncaster i maj 1999, där han ledde från start till mål, och segrade med nio längder. Hans nästa start blev i Predominate Stakes, som av många räknas som ett förberedelselöp inför Epsom Derby. Även i detta löp segrade han stort, nu med tre och en halv längd.
I Epsom Derby startade han som spelfavorit, efter att ha varit obesegrad fram till löpet. I löpet fick han en tung resa och slutade på nionde plats. Detta kom att bli hans enda förlust. Efter Epsom Derby matchades Dubai Millennium att starta över kortare distanser under resten av säsongen. I juli skickades han till Frankrike för att starta i grupp 2-löpet Prix Eugène Adam, där han återigen segrade, till synes obrukad, med tre längder.
Han planerades sedan att starta i International Stakes, men fick istället starta i det kortare löpet Prix Jacques Le Marois, där han segrade med två och en halv längd. Efter löpet kallade Dettori Dubai Millennium för "en champion".
Hans sista start för säsongen blev i Queen Elizabeth II Stakes på Ascot, där han snabbt tog ledningen och segrade med totalt sex längder. Eter löpet meddelade Sheikh Mohammed att Dubai Millennium var den bästa hästen som tränats av Godolphin, och att han siktas mot kommande års Dubai World Cup.

### Fyraåringssäsongen
Dubai Millennium övervintrade återigen i persiska golfen, där han värmde upp inför Dubai World Cup med att segra med fyra och en halv längd i Sheikh Maktoum bin Rashid al Maktoum Challenge, där han sprang på dirt track för första gången.
I Dubai World Cup tre veckor senare tog han snabbt ledningen och släppte aldrig ifrån sig positionen under löpet. Detta kom att bli hans karriärs största seger och han slog även banrekord på Nad Al Sheba Racecourse. Dettori sa efter löpet att Dubai Millennium var den bästa häst han någonsin ridit.
Då Dubai Millennium återvänt till Europa deltog han i Prince of Wales's Stakes på Royal Ascot, där han reds av Jerry Bailey, då Dettori skadats i en flygolycka. Han tog ytterligare en seger i löpet, men hans tävlingskarriär fick avslutas då han senare brutit ett ben i träning. Hans liv räddades tack vare en operation.

## Avelskarriär
Dubai Millennium stallades upp på Dalham Hall Stud, en division av Darley Stud. I april 2001 diagnostiserades han med grässjuka, och avled den 29 april 2001. Han begravdes på Dalham Hall Stud.